# Ammocharis tinneana
Ammocharis tinneana là một loài thực vật có hoa trong họ Amaryllidaceae. Loài này được Carl Theodor Kotschy & Johann Joseph Peyritsch mô tả khoa học đầu tiên năm 1867 dưới danh pháp Crinum tinneanum. Năm 1939, Edgar Wolston Bertram Handsley Milne-Redhead & Herold Georg Wilhelm Johannes Schweickerdt chuyển nó sang chi Ammocharis.

## Hình ảnh

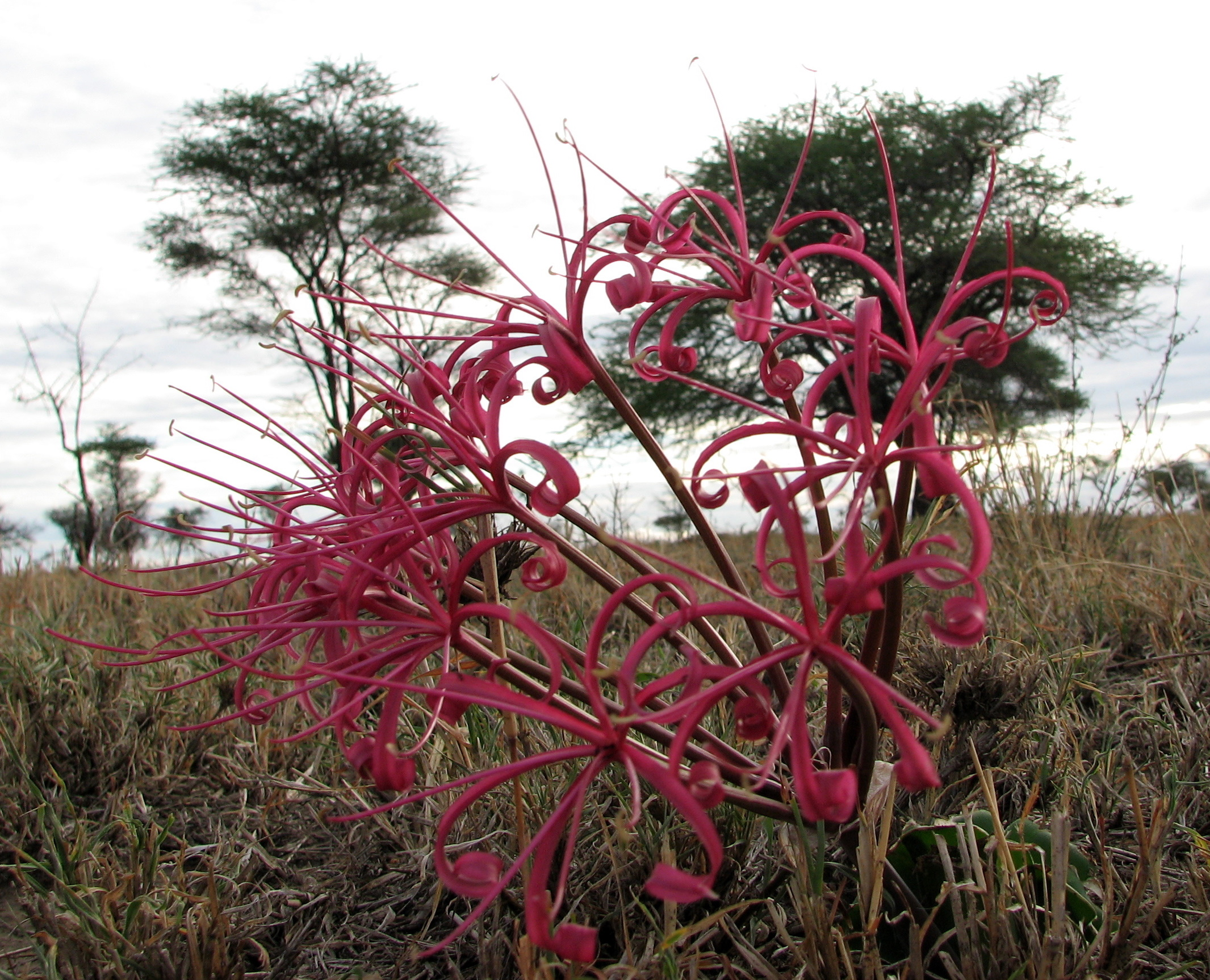